# Sei Musam
Sei Musam is een bestuurslaag in het regentschap Langkat van de provincie Noord-Sumatra, Indonesië. Sei Musam telt 4898 inwoners (volkstelling 2010).